# Slovenci u Vojvodini
Slovenci su jedna od nacionalnih manjina u autonomnoj pokrajini Vojvodini u Republici Srbiji.

## Jezik i vjera
Po vjeri su rimokatolici. Govore slovenskim jezikom.

## Naseljenost
Prema popisu iz 2002. u Vojvodini je živjelo 2.005 Slovenaca, što ih je činilo 15. po brojnosti na popisu. 

## Povijest
U značajnijem broju na područje današnje Vojvodine su u najvećem broju došli u 20. st. za vrijeme Jugoslavije, osobito nakon Drugog svjetskog rata. To je bilo dijelom planskog koloniziranja Vojvodine u kojoj je po određenoj kvoti sudjelovala NR Slovenija, koja nije koristila svoju kvotu u potpunosti.

## Stanje po popisima
- 1948.: 7.223 (0,4%)
- 1991.: 2.563 (0,1%)
- 2002.: 2.005 (0,1%)